# A Very Gaga Holiday
A Very Gaga Holiday – koncertowy minialbum Lady Gagi promujący jej program A Very Gaga Thanksgiving dla telewizji ABC. Został wydany ekskluzywnie na iTunes 22 listopada 2011 roku. Zawiera dwa covery i dwie piosenki z albumu Born This Way zagrane w spokojnej, jazzowej aranżacji. Od serwisu AllMusic otrzymał ocenę 3/5.

## Lista utworów
| Nr | Tytuł utworu                                              | Autorzy                                 | Długość |
| -- | --------------------------------------------------------- | --------------------------------------- | ------- |
| 1. | „White Christmas” (live from A Very Gaga Thanksgiving)    | Irving Berlin                           | 3:22    |
| 2. | „Orange Colored Sky” (live from A Very Gaga Thanksgiving) | Milton DeLugg, Willie Stein             | 2:33    |
| 3. | „The Edge of Glory” (live from A Very Gaga Thanksgiving)  | Lady Gaga                               | 6:10    |
| 4. | „You and I” (live from A Very Gaga Thanksgiving)          | Gaga, Fernando Garibay, DJ White Shadow | 3:51    |
|    |                                                           |                                         | 15:56   |